# Rive d'Arcano
Rive d'Arcano är en ort och kommun i regionen Friuli-Venezia Giulia i Italien och tillhörde tidigare även provinsen Udine som upphörde 2018. Kommunen hade 2 415 invånare (2018).